# Les Palaces
Pour les articles homonymes, voir Palace.
Albums de Brigitte Fontaine
Genre humain
(1995) Kékéland
(2001)
Les Palaces est le douzième album de Brigitte Fontaine, sorti en 1997.
Produit par Yann Cortella et Areski Belkacem, il sera bien accueilli par la critique, mais ses ventes resteront confidentielles. 
Pour la première fois, Areski Belkacem adopte un style proche de la tradition classique et dans le même temps s'essaie au rythme dansant contemporain (Ah que la vie est belle...) et même se rapproche du mouvement jungle (avec Délices et orgue, évocation de l'acte physique en termes délicats).
L'artiste explore son univers familier (La cour, L'île (Saint-Louis), Chat, Ali qui trace le portrait de son beau-fils) et marque une aspiration nouvelle pour le luxe (Les palaces), un luxe qui symbolise en réalité une protection contre la vulgarité et la dureté de la société moderne. Le musée des horreurs évoque les tourments intérieurs du poète ; à l'opposé, La symphonie pastorale, texte construit à partir des titres d'œuvres littéraires célèbres, présente un monde imaginaire, une évasion et une consolation à travers la littérature - seule exception à ces titres célèbres, La limonade bleue deviendra le titre d'un des propres romans de Brigitte Fontaine.
La chanson City, une évocation de la ville de New York en duo avec Alain Bashung est « un peu ratée » selon l'auteur même. L'album contient également une reprise de C'est normal, un classique des années 1970.
Pour cet album, Brigitte Fontaine sera nommée aux Victoires de la musique, comme Interprète de l'année, mais c'est Zazie qui remportera le trophée.

## Titres
| No  | Titre                     | Durée |
| --- | ------------------------- | ----- |
| 1.  | Ah que la vie est belle   | 5:52  |
| 2.  | La Cour                   | 3:24  |
| 3.  | Les Palaces               | 3:04  |
| 4.  | Chat                      | 3:12  |
| 5.  | Le Musée des horreurs     | 3:14  |
| 6.  | City (avec Alain Bashung) | 3:22  |
| 7.  | L'Île                     | 3:03  |
| 8.  | Ali                       | 3:45  |
| 9.  | C'est normal              | 4:39  |
| 10. | Délices et orgue          | 3:11  |
| 11. | La Symphonie pastorale    | 6:23  |